# Tobias taczanowskii
Tobias taczanowskii är en spindelart som beskrevs av Roewer 1951. Tobias taczanowskii ingår i släktet Tobias och familjen krabbspindlar. Inga underarter finns listade i Catalogue of Life.